# Dervano

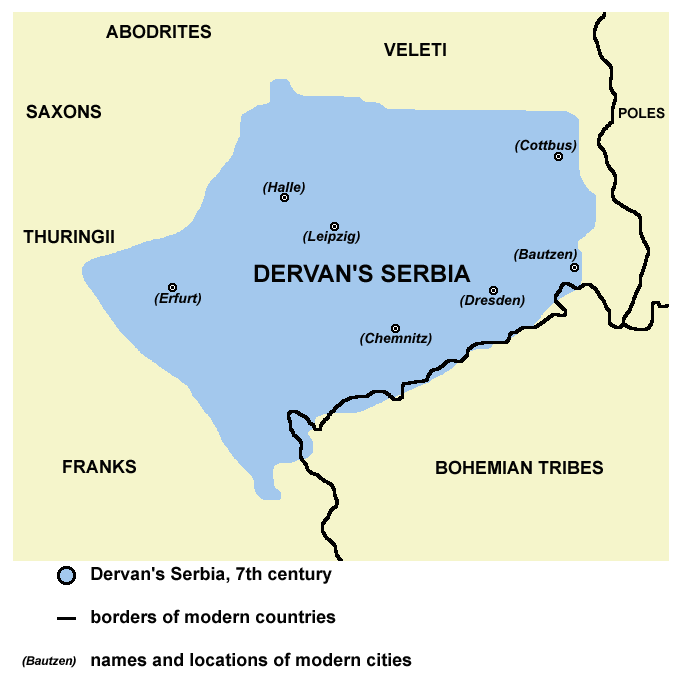
Território de Dervano

Dervano (em latim: Dervanus) foi um rei precoce dos surbos. É o primeiro governante dessa tribo a ser mencionado pelo nome e esteve envolvido na luta de Samo contra os francos, seus antigos suseranos.

## Vida
Dervano é citado por Fredegário em sua crônica como "duque dos surbos da nação dos esclavenos" (em latim: dux gente Surbiorum que ex genere Sclavinorum); é o primeiro líder da tribo chamado pelo nome. Era subordinado dos turíngios e, por meio deles, do rei Dagoberto I (r. 623–639), mas quando Dagoberto foi derrotado em 631/632 por Samo em Vogastisburgo, ele declarou independência dos francos e colocou-se junto a seu povo sob o governo de Samo. Desde 631/632, os surbos e outros eslavos saquearam a Turíngia repetidamente, e talvez outros territórios francos.
Mais relatos de Fredegário implicam que Dervano e seu povo viveram a leste do Sala. A referência a Dervano em 631/632 é também a primeira confirmação escrita da presença eslava ao norte dos montes Metalíferos. Os historiadores geralmente tentam encontrar ligações entre os surbos e os sérvios dos Bálcãs. Šišić, por exemplo, cita a possibilidade de que no sul Samo, tentando atrair os eslavos dálmatas, enviou exército auxiliar para ajudá-los, composto de surbos e croatas, com referência particular aos surbos. Caso isso signifique a migração de toda a população, é difícil ver o grande movimento dos sérvios como relatam as fontes. Além disso, alguns autores defendem que Dervano seria filho do Arconte Desconhecido, o primeiro líder dos sérvios balcânicos citado no Sobre a Administração Imperial do imperador Constantino VII.